# Malimbus
A Malimbus a madarak osztályának verébalakúak (Passeriformes) rendjébe és a szövőmadárfélék (Ploceidae) családjába tartozó nem.

## Rendszerezésük
A nemet Louis Pierre Vieillot francia ornitológus írta le 1805-ben, az alábbi 10 faj tartozik:
- vöröstorkú püspökmadár (Malimbus nitens)
- kontyos püspökmadár (Malimbus malimbicus)
- Ballmann-püspökmadár (Malimbus ballmanni)
- Rachel-püspökmadár (Malimbus racheliae)
- csuklyás püspökmadár (Malimbus scutatus)
- Cassin-püspökmadár (Malimbus cassini)
- Idaban-püspökmadár (Malimbus ibadanensis)
- vöröshasú püspökmadár (Malimbus erythrogaster)
- piroskoronás püspökmadár (Malimbus coronatus)
- pirostarkójú püspökmadár (Malimbus rubricollis)

## Előfordulásuk
Afrika nyugati és középső részén honosak. Természetes élőhelyeik a szubtrópusi és trópusi síkvidéki esőerdők, erdők és cserjések, valamint emberi környezet. Állandó, nem vonuló fajok.

## Megjelenésük
Testhosszuk 17-18 centiméter körüli.